# Хвороби бідності
Хвороби бідності (також відомі як хвороби, пов'язані з бідністю) — це хвороби, які більш поширені серед населення з низьким рівнем доходу. До них відносяться інфекційні захворювання, а також захворювання, пов'язані з неправильним харчуванням і поганою поведінкою щодо здоров'я. Бідність є однією з основних соціальних детермінант здоров'я. У Звіті про здоров'я світу (2002) зазначено, що хвороби бідності у країнах з високим рівнем бідності становлять 45 % хвороб, яким можна запобігти або вилікувати за допомогою існуючих заходів. Хвороби бідності часто є супутніми та повсюдними захворюваннями через недоїдання. Бідність збільшує ймовірність захворіти, оскільки брак житла, безпечної питної води, повноцінної їжі, санітарії та доступу до медичних послуг погіршує ситуацію. У той же час ці захворювання діють як перешкода для економічного зростання для стражденних.

## Причини
Бідність та інфекційні захворювання мають причинно-наслідковий зв'язок. Ще до появи вакцин і антибіотиків (1796 рік), можна припустити, що верхні прошарки суспільства були належним чином захищені у своїх замках з пристойним харчуванням, натомість, переважна більшість людей жила в скромних будинках з в умовах антисанітарії, часто з худобою. Протягом цього часу люди несвідомо помирали від інфекційних захворювань у випадках, коли вони торкалися своїх хворих тварин, мали порізи на шкірі, пили те, що не кип'ятили, або їли їжу, заражену мікробами. Виникали епідемії, як-от чума, які знищували цілі громади. У цей час люди не мали жодних знань про інфекційні захворювання та їх причини. Після припущень, що їхні хвороби викликані невидимою армією крихітних живих істот, мікроорганізмів, Антоні ван Левенгук винайшов перший мікроскоп, який підтвердив існування мікроорганізмів, які неможливо побачити неозброєним оком приблизно у XVII столітті.
Вірус імунодефіциту людини (ВІЛ), малярія та туберкульоз, також відомі як «велика трійка», були визнані інфекційними захворюваннями, які непропорційно вражають країни, що розвиваються. ВІЛ — це вірусне захворювання, яке може передаватися статевим шляхом, при переливанні крові, спільних голках і під час вагітності від матері до дитини. Через тривалий латентний період існує небезпека його поширення. Він впливає на організм людини, націлюючись на Т-клітини, які відповідають за захист від незвичайних інфекцій і раку. Його лікують препаратами, які продовжують життя, відомими як антиретровірусні препарати (АРВ). Туберкульоз був відкритий Робертом Кохом у 1882 році. Характеризується лихоманкою, втратою ваги, поганим апетитом і нічною пітливістю. З 1906 року запроваджено вакцину проти туберкульозу. Незважаючи на це, щорічно більшість хворих на туберкульоз становлять малозабезпечені верстви населення. Малярія була поширена в усьому світі. Тепер вона обмежена регіонами, що розвиваються, і теплими регіонами: Африка, Азія та Південна Америка. 

## Пропозиції щодо державної політики
Існує низка пропозицій щодо зменшення хвороб бідності та усунення розбіжностей у стані здоров'я всередині та між країнами. Всесвітня організація охорони здоров'я пропонує усунути прогалини, впливаючи на соціальні детермінанти. Їхня перша рекомендація — покращити умови життя. Ця сфера передбачає покращення життя жінок і дівчат, щоб їхні діти народжувалися у здоровому середовищі, акцент на здоров'я дітей раннього віку. Друга їхня рекомендація — боротися з несправедливим розподілом грошей, влади та ресурсів. Це передбачатиме створення сильніших державних секторів і зміну способу організації суспільства. Третя рекомендація полягає в тому, щоб виміряти та зрозуміти проблему та оцінити вплив її дії. Це включало б навчання політиків і медичних працівників розпізнавати проблеми та формувати політичні рішення.

## Зовнішні посилання
- Фонд народонаселення ООН: Стан народонаселення світу 2002
- РЕЗУЛЬТАТИ: Здоров'я світу/Хвороби бідності
- Глобальне партнерство «Подолання малярії».
- Сільське господарство та ВІЛ/СНІД : розуміння зв'язків між сільським господарством і здоров'ям (стисло) Стюарта Гіллеспі (2006) Міжнародний дослідницький інститут продовольчої політики
- Бідні платять більше — ВИСОКА ЦІНА БІДНОСТІ ДЛЯ ЗДОРОВ'Я